# Marathon masculin aux championnats du monde d'athlétisme 1983
Navigation
Rome 1987
L'épreuve du marathon masculin des championnats du monde d'athlétisme 1983 s'est déroulée le 14 août 1983 dans les rues d'Helsinki, en Finlande, avec une arrivée au Stade olympique. Elle est remportée par l'Australien Robert de Castella.

## Résultats
| Rang               | Athlète                 | Pays               | Temps           | Notes |
| ------------------ | ----------------------- | ------------------ | --------------- | ----- |
| Médaille d'or      | Robert de Castella      | Australie          | 2 h 10 min 03 s |       |
| Médaille d'argent  | Kebede Balcha           | Éthiopie           | 2 h 10 min 27 s |       |
| Médaille de bronze | Waldemar Cierpinski     | Allemagne de l'Est | 2 h 10 min 37 s |       |
| 4                  | Kjell-Erik Ståhl        | Suède              | 2 h 10 min 38 s | NR    |
| 5                  | Agapius Masong          | Tanzanie           | 2 h 10 min 42 s |       |
| 6                  | Armand Parmentier       | Belgique           | 2 h 10 min 57 s |       |
| 7                  | Gianni Poli             | Italie             | 2 h 11 min 05 s | NR    |
| 8                  | Hugh Jones              | Royaume-Uni        | 2 h 11 min 15 s |       |
| 9                  | Karel Lismont           | Belgique           | 2 h 11 min 24 s |       |
| 10                 | Stig Roar Husby         | Norvège            | 2 h 11 min 29 s | NR    |
| 11                 | Art Boileau             | Canada             | 2 h 11 min 30 s |       |
| 12                 | Juan Carlos Traspaderne | Espagne            | 2 h 11 min 34 s | NR    |
| 13                 | Marco Marchei           | Italie             | 2 h 11 min 47 s |       |
| 14                 | Pertti Tiainen          | Finlande           | 2 h 12 min 11 s |       |
| 15                 | Juma Ikangaa            | Tanzanie           | 2 h 13 min 11 s |       |
| 16                 | Ryszard Marczak         | Pologne            | 2 h 13 min 20 s |       |
| 17                 | Svend-Erik Kristensen   | Danemark           | 2 h 13 min 34 s |       |
| 18                 | Ron Tabb                | États-Unis         | 2 h 13 min 38 s |       |
| 19                 | Henrik Jørgensen        | Danemark           | 2 h 14 min 10 s |       |
| 20                 | Hans Joachim Truppel    | Allemagne de l'Est | 2 h 14 min 20 s |       |

## Légende
Records et Performances
- AR : Record continental (area record)
- CR : Record des championnats (championship record)
- MR : Record du meeting (meet record)
- NR : Record national (national record)
- OR : Record olympique (olympic record)
- PR : Record paralympique (paralympic record)
- PB : Record personnel (personal best)
- SB : Meilleure performance personnelle de la saison (season's best)
- WL : Meilleure performance mondiale de l'année (world leader)
- WJR : Record du monde junior (world junior record)
- WR : Record du monde (world record)

Circonstances et Conditions
- DNF : N'a pas terminé (did not finish)
- DNS : N'a pas pris le départ (did not start)
- DQ : Disqualification (disqualification)
- NM : Aucun essai valable enregistré (No Mark)
- Q : Qualifié « directement » au prochain tour (ou à la prochaine compétition), lors d'une compétition majeure, grâce au classement ou à la réalisation des minima (automatic qualifier)
- q : Qualifié au prochain tour (ou à la prochaine compétition), lors d'une compétition majeure, grâce au repêchage ou à la réalisation de l'une des meilleures performances parmi celles des « non qualifiés directement » (grâce au meilleur temps ou à la meilleure distance par exemple) (secondary qualifier)